# Tocqueville-sur-Eu
Tocqueville-sur-Eu is een dorp en voormalige gemeente in de Franse gemeente Petit-Caux in het departement Seine-Maritime in de regio Normandië. De voormalige gemeente telt 186 inwoners (2004). De plaats maakt deel uit van het arrondissement Dieppe.

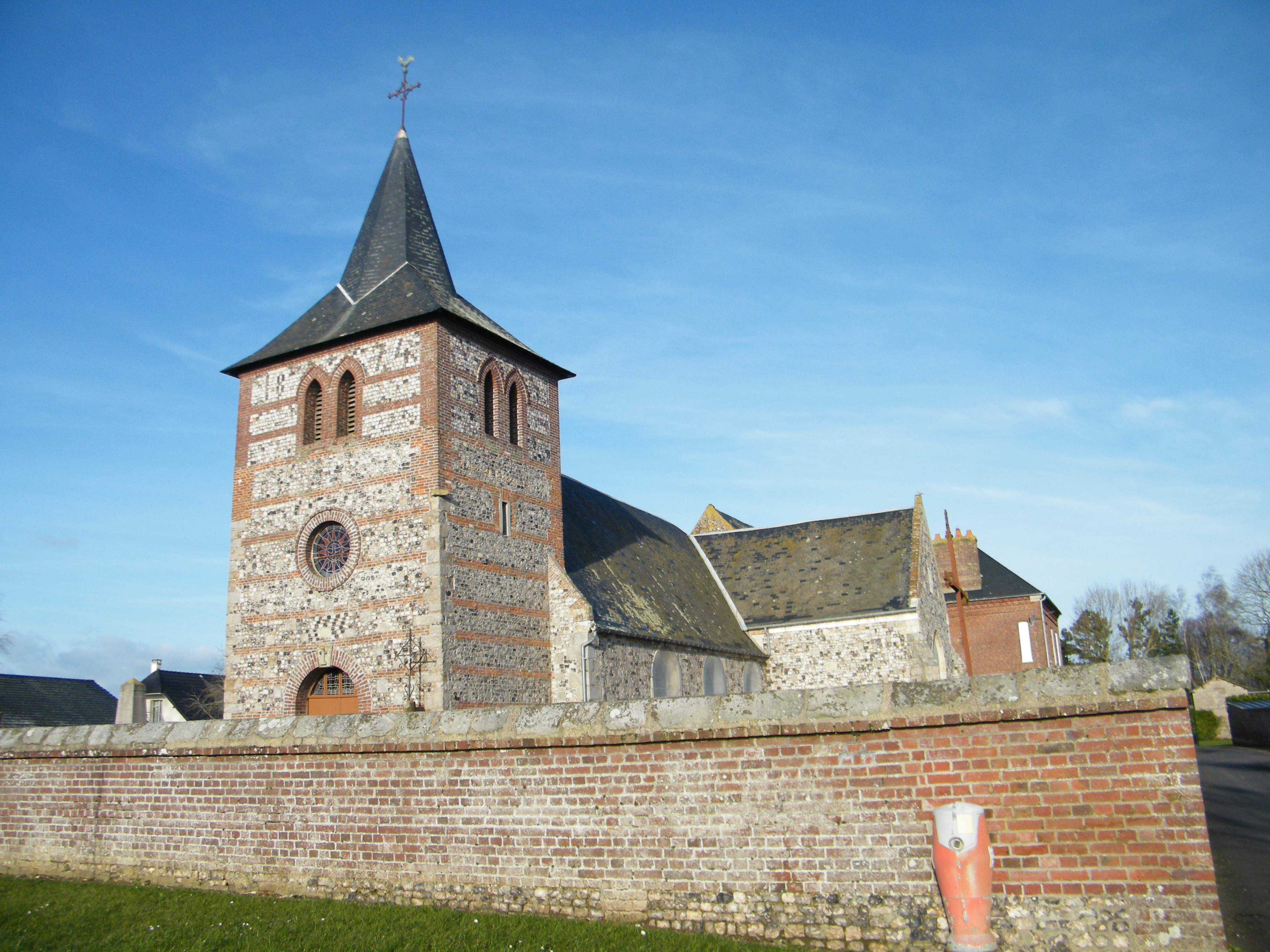
Église de la Trinité

## Geschiedenis
Een oude vermelding van de plaats gaat terug tot 1059 als Toche villa. De 18de-eeuwse Cassinikaart toont het dorpje Tocqueville.
Op het eind van het ancien régime eind 18de eeuw, toen de gemeenten werden gecreëerd, werd Tocqueville-sur-Eu een gemeente.
Tocqueville-sur-Eu is op 1 januari 2016 gefuseerd met de gemeenten Assigny, Auquemesnil, Belleville-sur-Mer, Berneval-le-Grand, Biville-sur-Mer, Bracquemont, Brunville, Derchigny, Glicourt, Gouchaupre, Greny, Guilmécourt, Intraville, Penly, Saint-Martin-en-Campagne, Saint-Quentin-au-Bosc en Tourville-la-Chapelle tot de commune nouvelle Petit-Caux.

## Geografie
De oppervlakte van Tocqueville-sur-Eu bedraagt 3,6 km², de bevolkingsdichtheid is 51,7 inwoners per km². Tocqueville-sur-Eu ligt aan Het Kanaal.
Net ten noorden van het dorpscentrum van Tocqueville ligt het gehucht Mesnil-à-Caux in buurgemeente Criel-sur-Mer.
De onderstaande kaart toont de ligging van Tocqueville-sur-Eu met de belangrijkste infrastructuur en aangrenzende gemeenten.

## Bezienswaardigheden
- De Église de la Trinité

## Demografie
Onderstaande figuur toont het verloop van het inwonertal (bron: INSEE-tellingen).